# Сохибов, Джавохир Абдусаломович
Джавохир Абдусаломович Сохибов (узб. Javohir Abdusalomovich Sohibov, Javohir Abdusalom oʻgʻli Sohibov; 1 марта 1995 года) — узбекский футболист, полузащитник клуба «Металлург» (Бекабад), юношеской, молодёжной и национальной сборной Узбекистана.

## Карьера
Является воспитанником футбольной академии «Пахтакора». Выступал за молодёжную команду данного клуба. С 2013 года начал привлекаться в основную команду «Пахтакора» и стал одним из самых молодых футболистов в Высшей лиге Чемпионата Узбекистана.

### В сборной
В 2015 году участвовал в составе молодёжной сборной Узбекистана на Чемпионате мира 2015 в Новой Зеландии, где дошёл со сборной до 1/4 финала.
Начал привлекаться в национальную сборную Узбекистана с сентября 2015 года. По состоянию на 30 марта 2016 года сыграл в составе сборной семь матчей.